# 六四事件三十五週年
2024年是六四事件三十五周年，台湾、美国、英国等地举行纪念活动。
這也是因應《香港基本法》第二十三條訂立的《維護國家安全條例》通過後的首個「六四」週年紀念。

## 纪念活动

### 英國
5月31日，移英港人在倫敦南華克舉行旨在紀念「六四」的舞台劇《5月35日》英文版的首演。這部舞台劇曾於2019年在香港公演，後因第十三屆全國人大常委會在2020年通過《港區國安法》而在香港匿跡。
6月1日晚，數百位港人聚集在倫敦金斯頓的費爾菲爾德公園（英語：Fairfield Park）紀念「六四」35週年及「反送中運動」5週年。
國際特赦組織（大赦國際）、香港勞權監察等組織於6月2日下午在英國威斯敏斯特議會廣場舉行「六四」紀念集會。

### 美國
全美中國學生學者自治聯合會於6月1日在中華人民共和國駐美國大使館外舉辦「六四」35週年紀念活動。六四事件親歷者魏京生、王軍濤以及文革受難者遇羅克之弟遇羅文參與。
美國國會及行政當局中國委員會于6月4日举办了六四天安门事件35周年听证会，八九学运领袖周锋锁与“白纸世代”中国留学生杨若晖、Karin等人在听证会上作证。

### 台灣
中正紀念堂前的自由广场民主大道計劃於6月4日當晚舉辦紀念晚會，大赦國際、華人民主書院等組織參與。

### 香港
這是因應《香港基本法》第二十三條訂立的《維護國家安全條例》通過後的首個「六四」週年紀念。當局在過往慣常舉辦六四燭光晚會的維多利亞公園以及銅鑼灣一帶設众多警力佈防。
儘管警察嚴密駐守銅鑼灣一帶，現場仍見有市民以電話亮起燈光，亦有人身穿黑色上衣在維園長椅上安靜地坐著悼念。
維園以外，在香港各區，前民主派區議員開設的店舖遭警察上門調查，包括朱江瑋的店舖「如一AsOne 團購網購平台」。
六四前夕，有警員在前民主派區議員黃文萱開設的「獵人書店」查閱出入人士身分證，陳嘉琳今早亦在西貢被警察截停搜查。
晚上，美國駐港澳總領事館、歐盟駐港澳辦事處內，亦點起了悼念六四的燭光。
往年，多有艺术家在銅鑼灣東角道附近以行为艺术纪念「六四」，但今年仅有藝術家陳式森（三木）现身。他于6月3日晚在銅鑼灣附近馬路上做出饮酒姿势并以手比划「八九六四」以作悼念，继而被多名警员包围后带走。

## 各方反應

### 中華人民共和國
天安門城樓宣佈全天關閉。
外交部发言人毛宁在例行记者会上表示：“對於上世紀八十年代末發生的那場政治風波，中國政府早有明確結論，中方一貫反對任何人以此為借口，攻擊抺黑中國，干涉中國內政。”

### 香港特别行政区
6月3日，警務處在铜锣湾部署大量警力。維園足球場、高士威道、電氣道亦有警員巡視。警方透露，次日（4日）将调配特别部队。
行政會議成員、民主思路召集人湯家驊称，市民手持蠟燭到維園自行悼念六四事件不會违反法律，并称会用自己方法悼念，具体不便透露。

### 中華民國
大陸委員會於6月3日公開呼籲「北京當局在推動‘全面深化改革’、‘讓人民過上更好的日子’的同時，也應勇於面對‘六四事件’歷史事實」。
6月4日，中華民國總統、民主進步黨主席賴清德在社交平台Facebook与X上發文紀念六四：“紀念六四，不只是為了六四，更因爲全球心繫民主自由的人們，都有著共同的信念：唯有民主自由，才能真正保護人民”。 中國國民黨主席朱立伦、 台灣民眾黨主席柯文哲亦发文纪念。

### 美国
国务卿安东尼·布林肯发表声明：“今天，在天安门广场大屠杀 35 周年之际，我们缅怀数以万计参加和平抗议的中国民主运动人士，他们因要求自由、人权和结束腐败而遭受残暴袭击。三十五年后，那一天的真实死亡人数仍然不得而知，但我们向所有在1989年6月4日以及随后的日子里被杀害和监禁的人们表示怀念和敬意……美国与那些继续争取人权和个人自由的人们坚定地站在一起。三十五年前在天安门广场上站起来的人民的勇气和牺牲不会被遗忘。”
为表达对六四事件的悼念，美国驻港澳总领事馆的每扇窗前都点起了蜡烛。

### 加拿大
外交部长乔美兰通过X发表声明：“1989年逝去的人们的精神在今天呼吁问责和人权的人们的声音中得以延续。加拿大呼吁中国履行国际法规定的人权义务。加拿大将继续为那些无法自由发声的人发声，与那些捍卫人类尊严的人站在一起。”

### 英国
英国驻华大使馆通过微博和X发布一则视频，视频中展现了1989年6月4日当天的人民日报头版，内容逐渐消失，最后变为一张白纸，配文为：“35年前的今天，天安门广场及其周边地区的和平抗议以悲剧收场。 有些人试图将那些事件从历史和记忆中抹去。 今天我们铭记不忘。”
微博发布的视频在十余分钟后被屏蔽。

### 欧盟
欧盟驻华代表团发表声明：“欧洲联盟与天安门事件受害者家属同在，并呼吁中国当局承认这场事件并采取切实行动为此担责。欧洲联盟持续致力于通过对话和合作与中国就人权和基本自由议题进行接触。”